# Innere Altstadt
La Innere Altstadt (letteralmente: "centro storico interno") è un quartiere della città di Dresda in Germania.

## Posizione
Il quartiere si trova sul lato sinistro dell'Elba e si estende dall'Elba dalla Terrassenufer a nord fino al Rathaus a sud. Il quartiere è limitato dalla posizione delle antiche fortificazioni di Dresda, che furono rimosse all'inizio del XIX secolo. Questa posizione si basa sull'anello con aree verdi creato dopo il 1945 (un sistema stradale costituito da Wallstraße, Marienstraße, Dr.-Külz-Ring, Waisenhausstraße e Ringstrasse-St. Petersburger Strasse) e ancora oggi visibile in molti luoghi.
Dopo la demolizione delle fortificazioni della città, fu costruita lail Postplatz sul sito dell'ex Wilsches Tor sul confine occidentale del centro città, nonché sul sito della Pirnaisches Tor al confine orientale di Pirnaischer Platz. L'Augustusbrücke e il Carolabrücke rappresentano il collegamento con l'Innere Neustadt dall'altra parte dell'Elba.

## Economia e popolazione

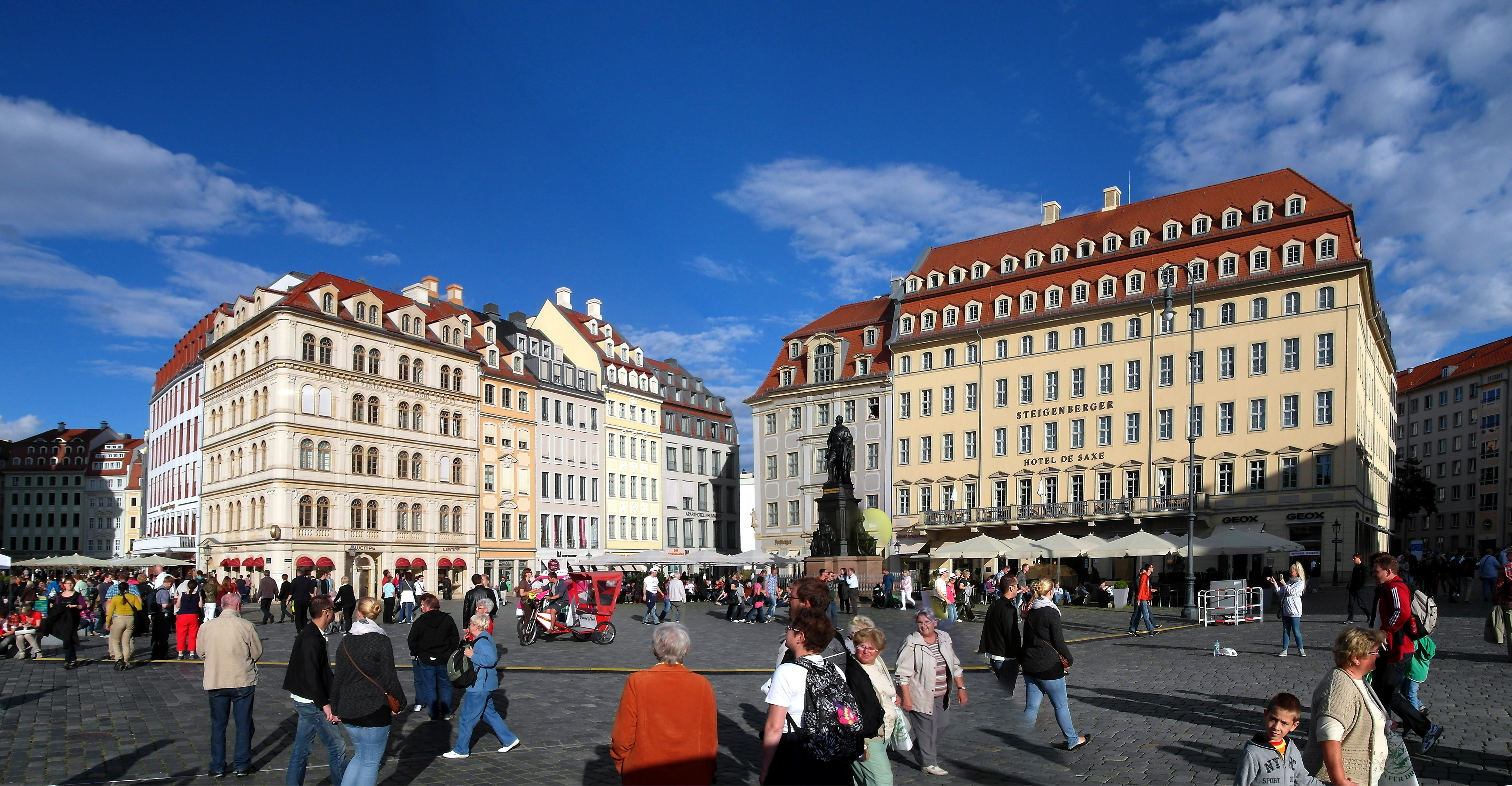
Neumarkt con Steigenberger e Hotel de Saxe

Il centro storico interno (Innere Altstadt) è il quartiere di Dresda con la più alta densità di hotel. Vi si trovano alberghi delle catene Hilton, Kempinski, Seaside Hotel Gruppe, Steigenberger e Art'otel.
Dalla distruzione quasi completa da parte dei bombardamenti di Dresda, nel febbraio del 1945, il centro storico interno non ha avuto un significato diverso da centro città. Da un lato, il quartiere era praticamente distrutto, dall'altro il Seevorstadt si è sviluppato con Prager Straße in un quartiere commerciale competitivo della città all'inizio del XX secolo.
Nel corso dello sviluppo di Neumarkt, venne creato un ulteriore spazio commerciale, ma anche un nuovo spazio abitativo. In Altmarkt sono state inoltre istituite strutture per la vendita al dettaglio, in modo che il centro storico interno assunse sempre più funzioni aggiuntive rispetto a quella del centro città per il turismo. A causa della distruzione quasi completa dello spazio abitativo in questo distretto, del nuovo sviluppo che ha destinato quasi esclusivamente gli immobili allo spazio commerciale e a causa degli affitti elevati, la densità abitativa è diventata molto bassa.

## Monumenti
Molti degli edifici più famosi di Dresda si trovano nella Innere Altstadt. Oltre al Frauenkirche, ci sono lo Zwinger, il Semperoper, il Residenzschloss, la Katholische Hofkirche, la Kreuzkirche e numerosi altri edifici.

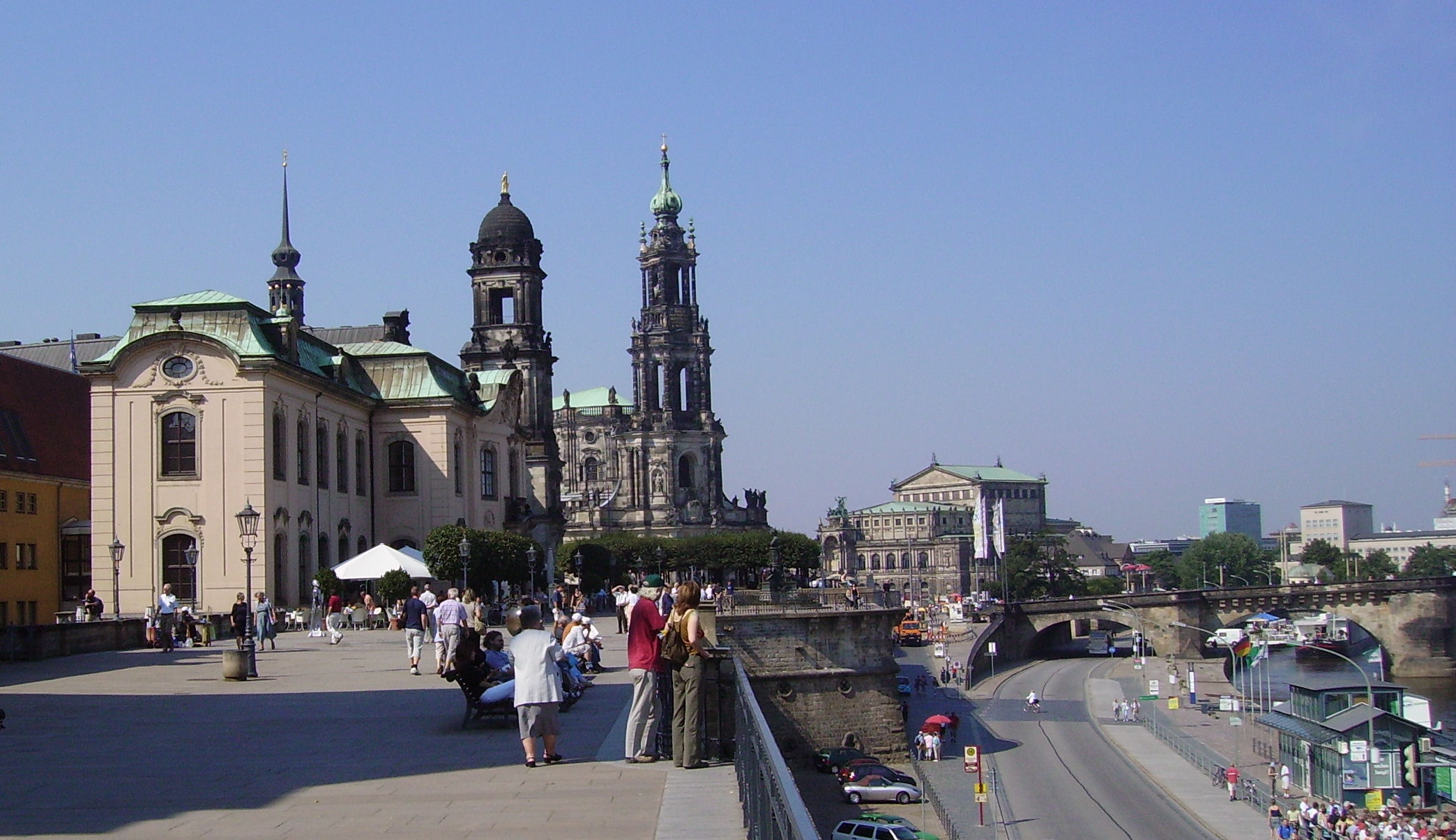
Brühlsche Terrasse con Sächsisches Ständehaus, Katholische Hofkirche e Semperoper
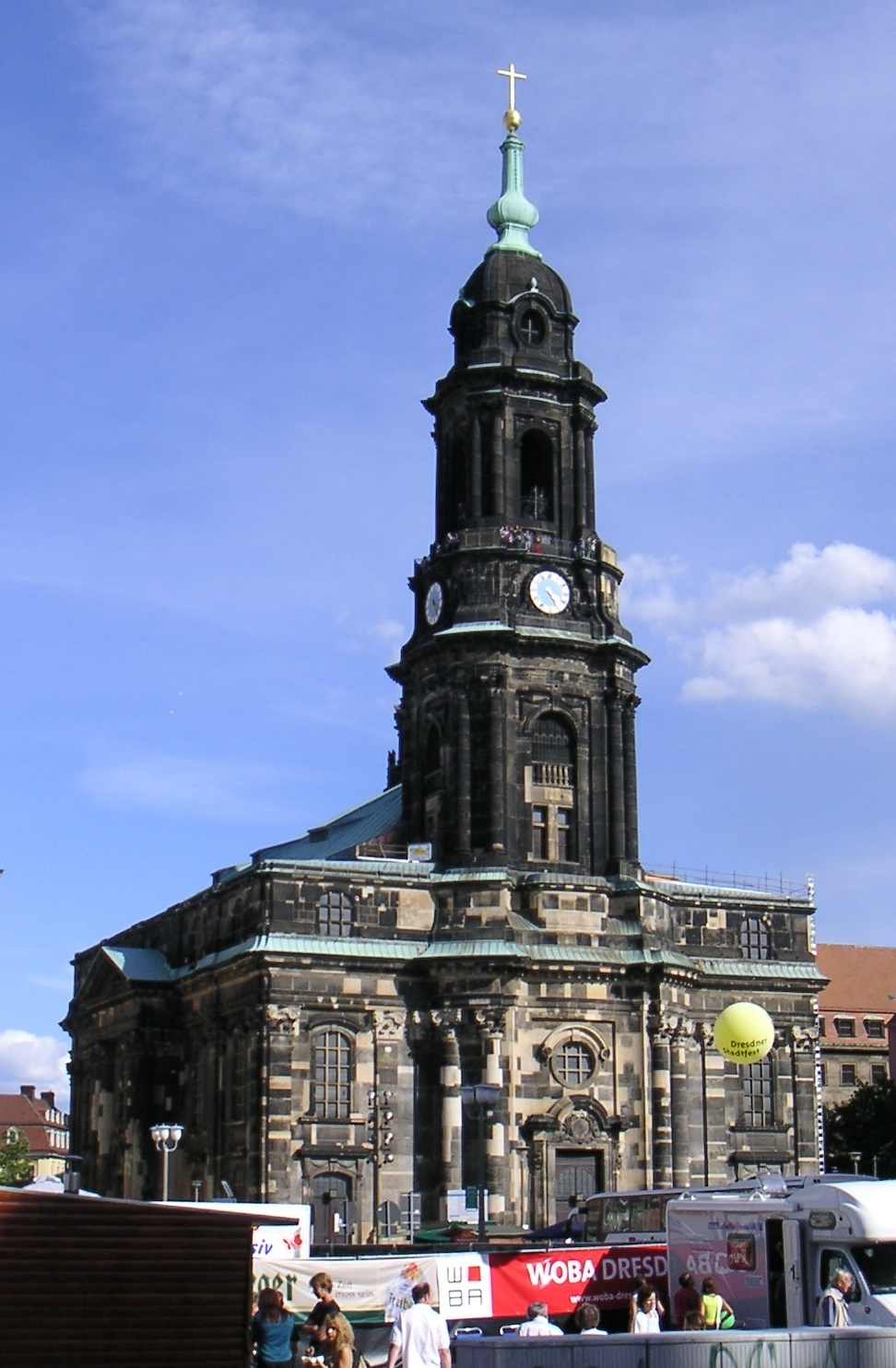
La Kreuzkirche su Altmarkt
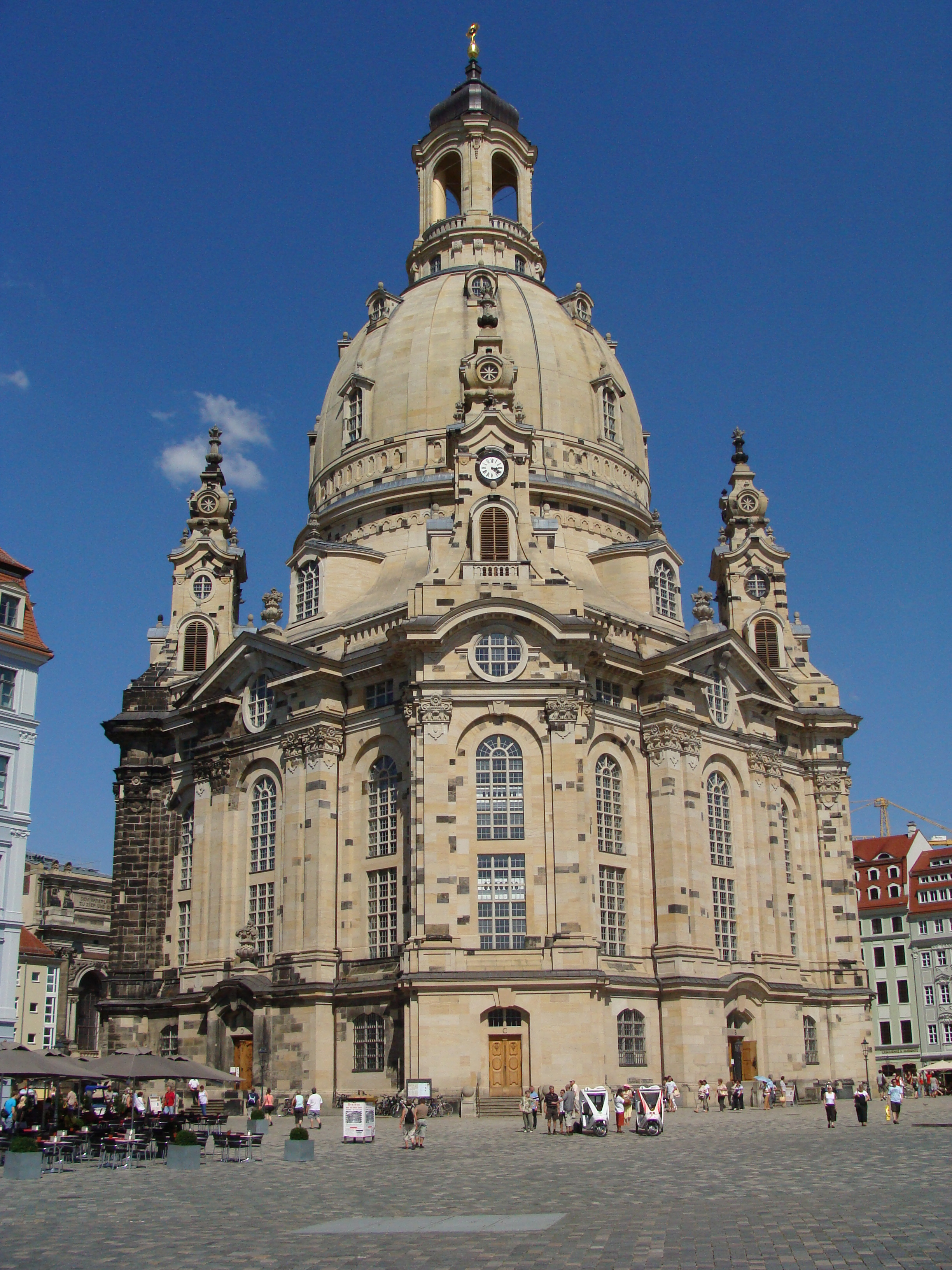
La Ricostruzione della Frauenkirche su Neumarkt
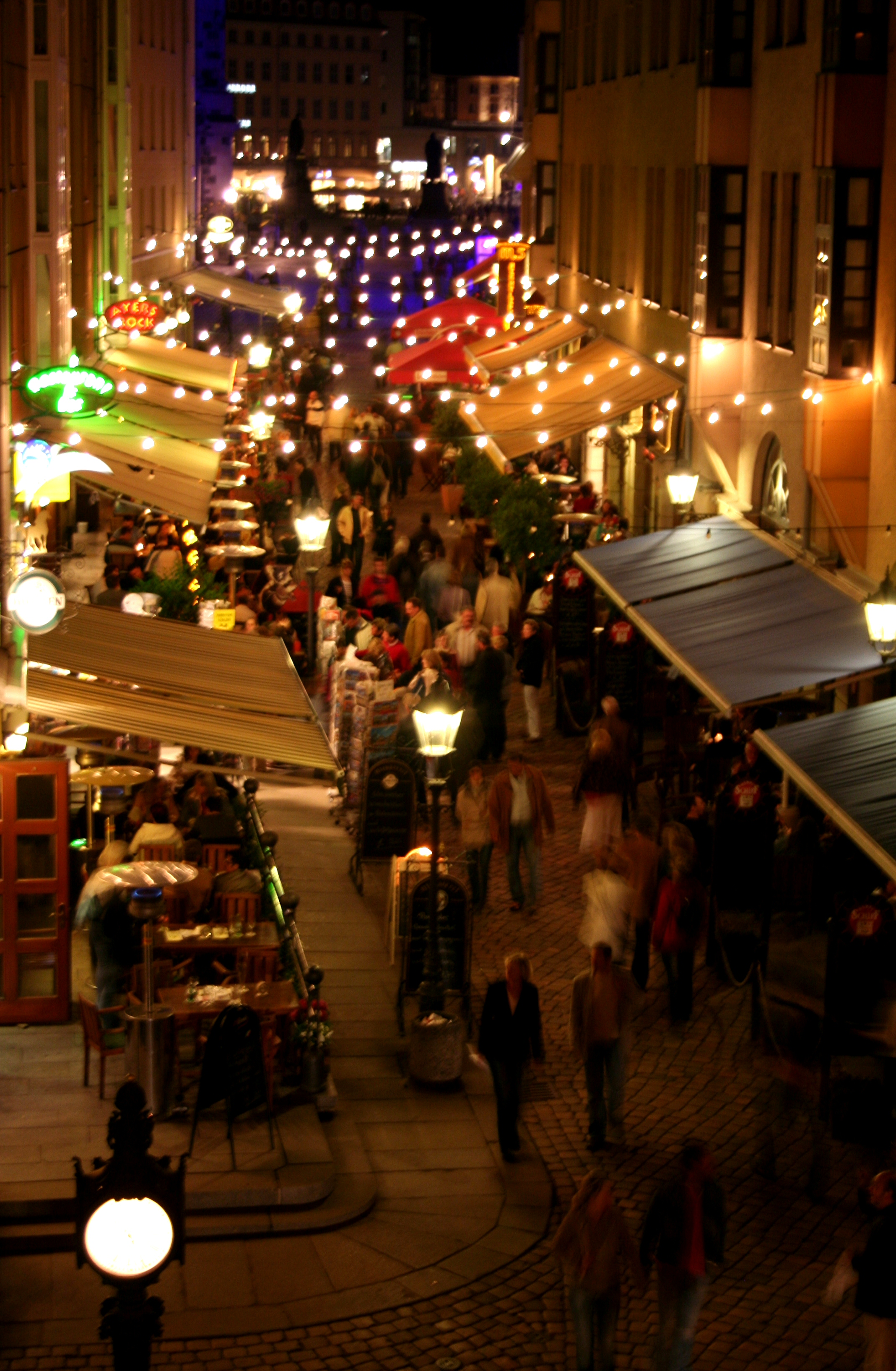
La Münzgasse rappresenta un collegamento popolare tra Neumarkt e Brühlsche Terrasse
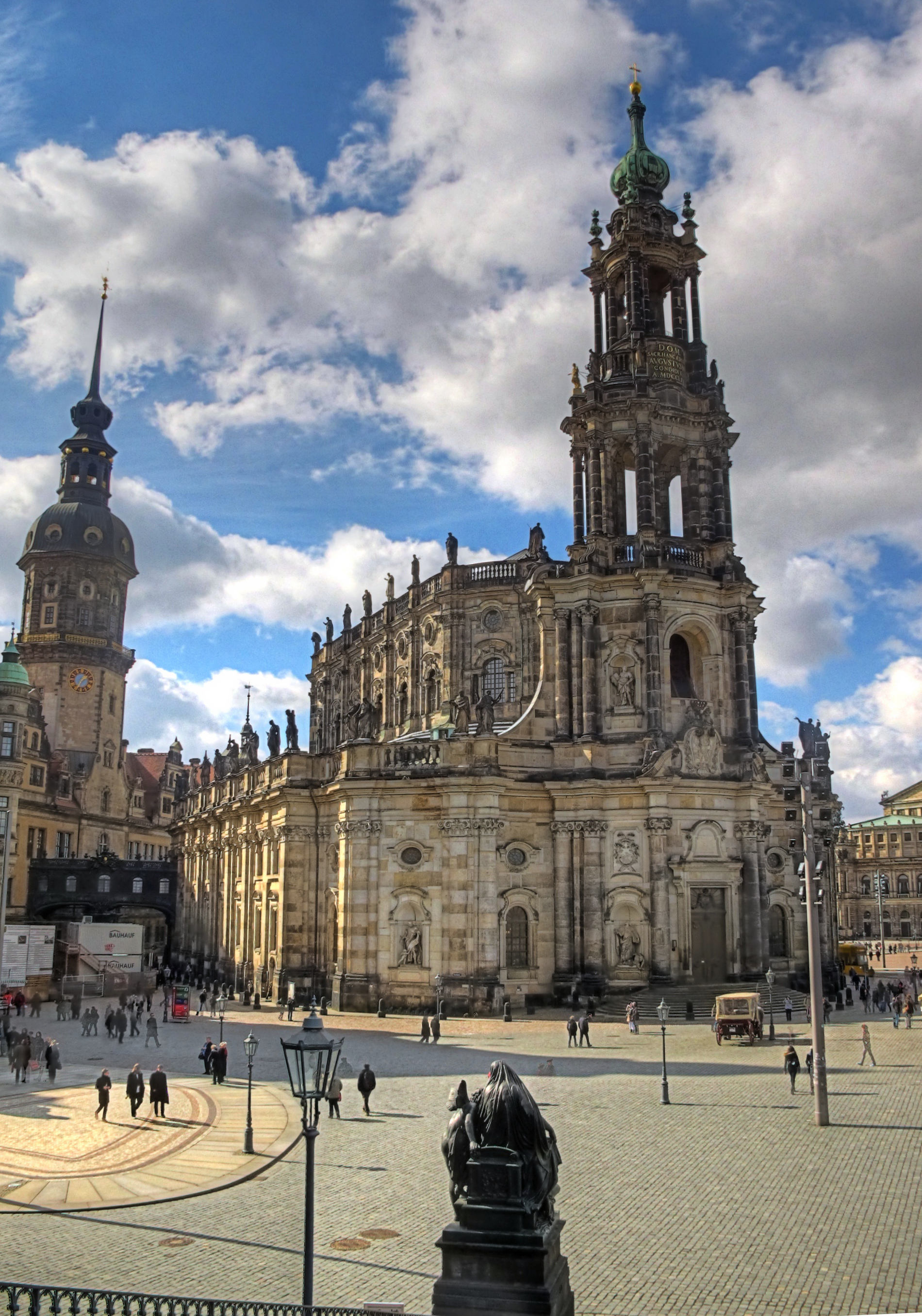
Katholische Hofkirche
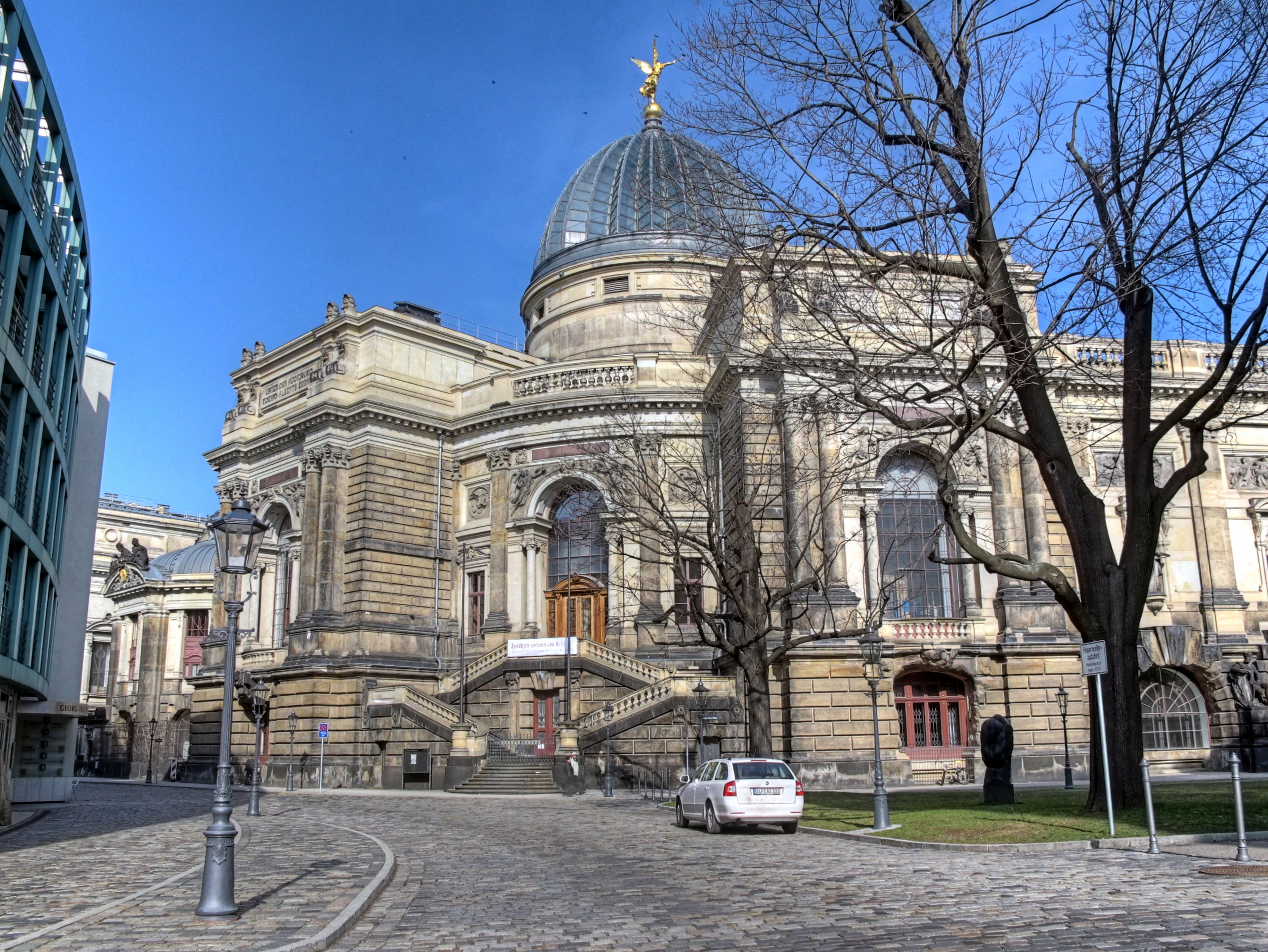
Kunstakademie (Accademia di belle arti) su Brühlschen Terrasse
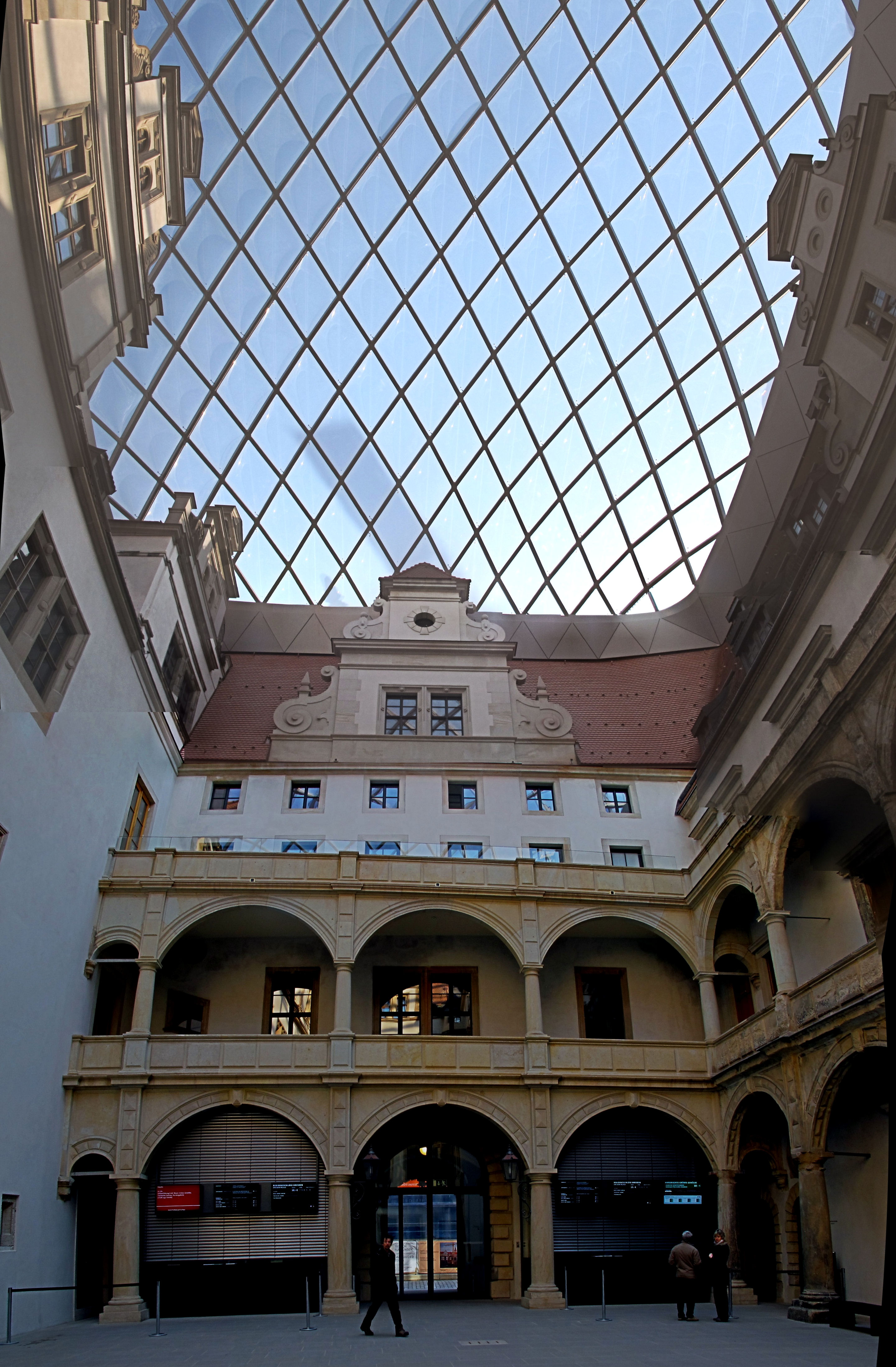
Kleiner Lichthof nel Residenzschloss (Schloßstraße)
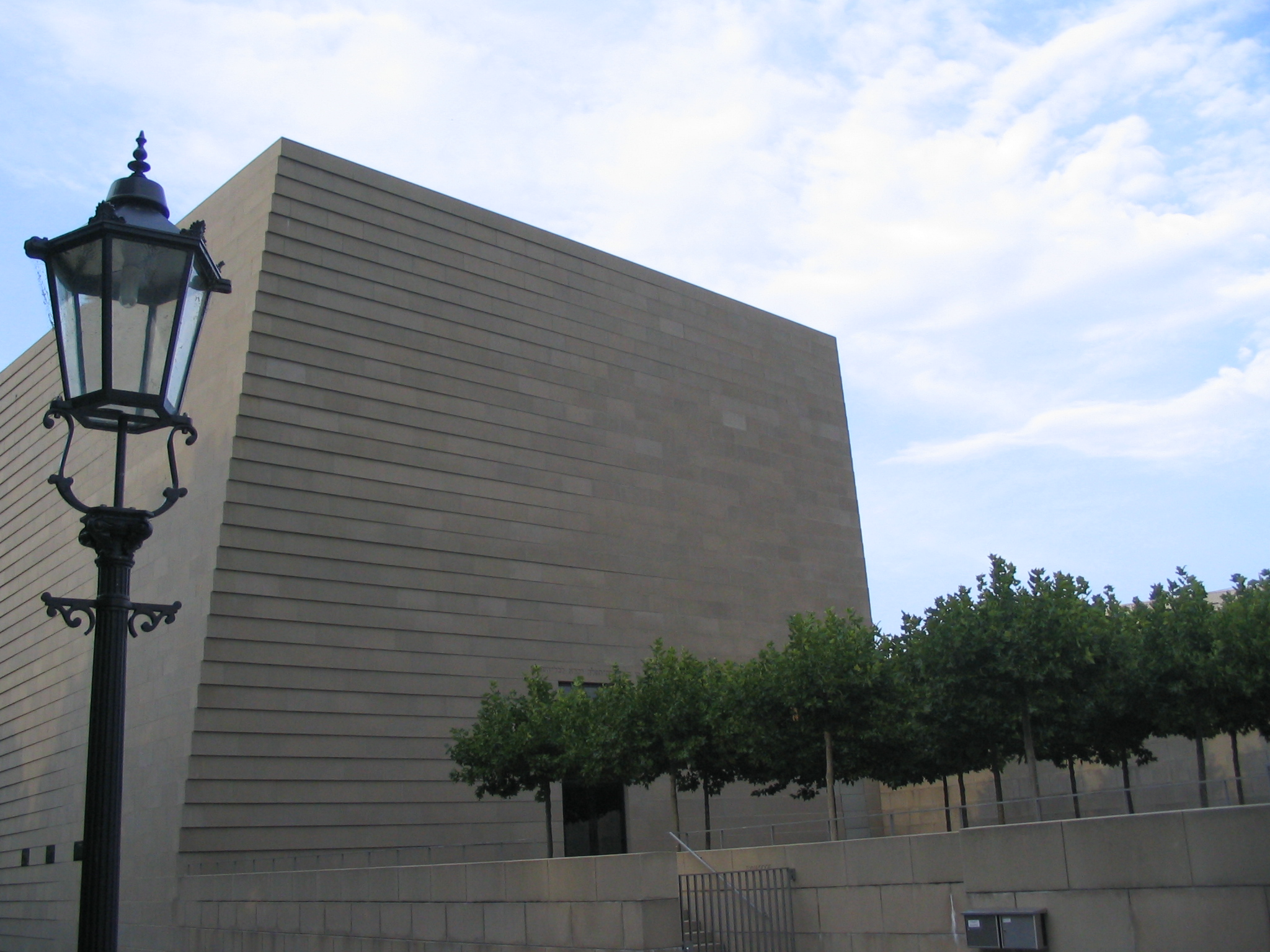
La Nuova Sinagoga alla fine della Brühlschen Terrasse
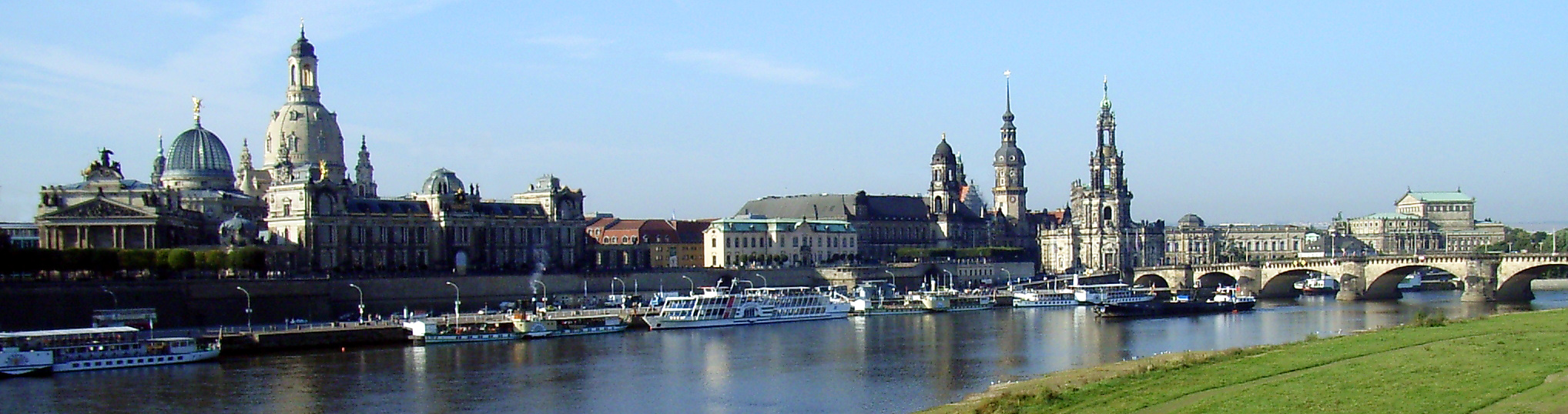
Una delle viste ben note, la vista sull'Elba
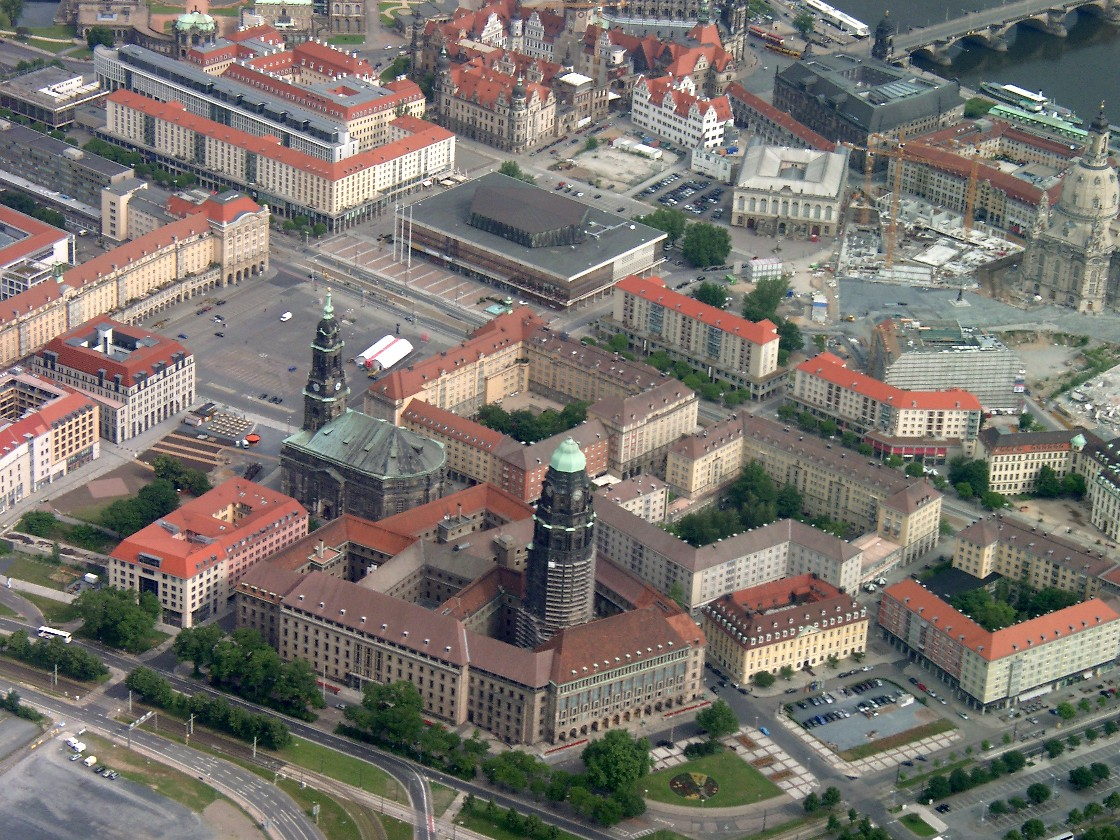
Vista aerea dell'Altmarkt e area circostante

Luoghi importanti sono Altmarkt, Neumarkt, Theaterplatz e Schloßplatz, Vi sono anche parchi, come il Brühlsche Garten all'estremità orientale della Brühlsche Terrasse e il laghetto dello Zwinger.

## Infrastrutture

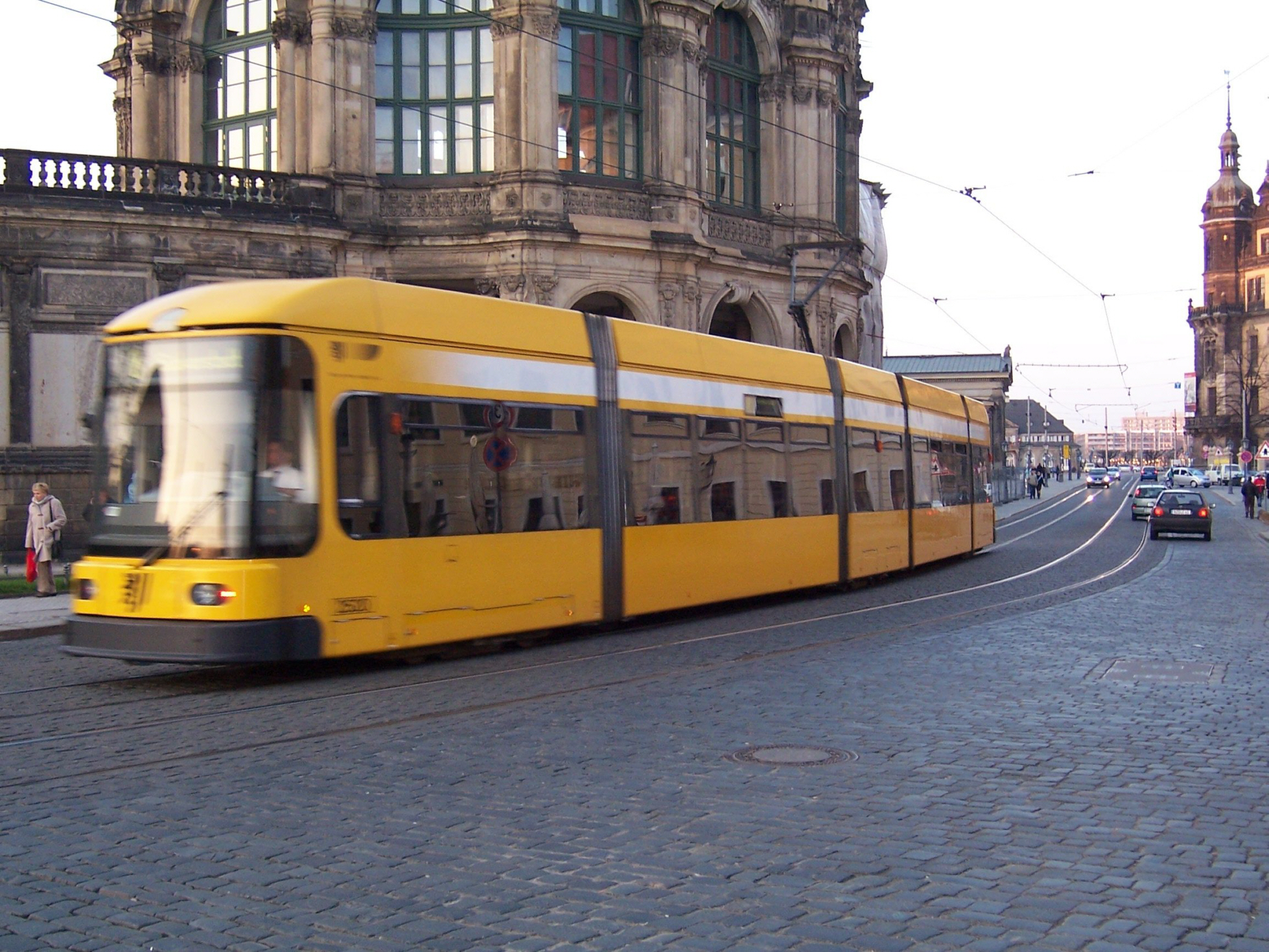
Straßenbahn e Zwinger

Il centro storico interno ha una fitta rete di tram della Dresdner Verkehrsbetriebe. Ai margini del distretto si trova la Postplatz, che è il nodo più importante della rete tranviaria. Solo due delle dodici linee del tram (linee 10 e 13) non attraversano la città.
Nel quartiere ci sono strade a quattro corsie per andare a est e a sud. La Wilsdruffer Straße, che attraversava il distretto, è stata rimossa dalla rete stradale principale negli ultimi anni riducendo il numero di corsie e riducendo la velocità consentita. La città interna ha anche una fitta rete di parcheggi sotterranei. Come parte del nuovo sviluppo su Altmarkt e Neumarkt, queste infrastrutture sono state create nei due decenni a partire dal 1990, e sono piuttosto insolite per un centro storico.